# Bernard van Cutsem
Bernard van Cutsem (23 janvier 1916 – 8 décembre 1975) est un éleveur et entraîneur britannique de chevaux de course.

## Carrière
Il a élevé des chevaux à la ferme de Northmore à Exning près  de Newmarket dans le Suffolk, connu comme étant un lieu de naissance et un des centres mondiaux des courses de Pur-sang, et a fait fortune grâce à l'élevage et à l'entraînement de champions de courses. Il a notamment entraîné High Top (1969-1988), Park Top et Sharpen Up (1969-1992). Il a également entraîné le vainqueur des Washington, D.C. International Stakes, du City and Suburban Handicap et des King George VI and Queen Elizabeth Diamond Stakes en 1969. En 1970, 1971 et 1972, il a entraîné les vainqueurs du Blue Riband Trial. Il était entraîneur des vainqueurs du Dewhurst Stakes et du Seaton Delaval Stakes en 1971, de la Observer Gold Cup en 1971 et 1972, et des 2000 guinées Stakes en 1972.
Les Superlative Stakes étaient précédemment intitulées Bernard van Cutsem Stakes en son honneur.